# Paracanthella guttata
Paracanthella guttata är en tvåvingeart som beskrevs av Chen 1938. Paracanthella guttata ingår i släktet Paracanthella och familjen borrflugor. Inga underarter finns listade i Catalogue of Life.